# 1691 Oort
Oort (asteróide 1691) é um asteróide da cintura principal, a 2,6337907 UA. Possui uma excentricidade de 0,1685574 e um período orbital de 2 059,29 dias (5,64 anos).
Oort tem uma velocidade orbital média de 16,73471219 km/s e uma inclinação de 1,07713º.
Esse asteróide foi descoberto em 9 de Setembro de 1956 por Karl Reinmuth, Ingrid van Houten-Groeneveld.